# CODET
La Cooperativa Obrera de Transporte (CODET) fue una cooperativa de transporte de Uruguay que operó desde 1968 hasta 2007.

## Historia
Fue fundada el 1 de agosto de 1968 con la denominación de Cooperativa Obrera de Transporte. Su flota inicial estaba conformada por cuatro unidades, conformada por unifades ACLO y Bussing Nag de media cabina, este último había pertenecido a la compañía Cutcsa y sus antecesoras. Uno de sus primeros servicios fue la línea 4D entre Montevideo y Las Piedras, la denominación de esta línea es en referencia a la sección policial de Las Piedras.
En diciembre de 1970, se realiza la primera adquisición de unidades,  conformada por siete coches de origen brasilero con carrocería Nicola Marcopolo sobre chasis Magirus Deutz. Con la puesta en funcionamiento de estos coches fue estrenada un nuevo esquema corporativo   de color gris oscuro con una franja fina horizontal y roja, acompañada de zócalo azul.
Luego de tres años más tarde, se realiza su segunda importación y en este caso también se trataban de los ómnibus de Magirus Deutz pero carrozados esta vez en Argentina por la firma San Antonio, estos tenían una capacidad capacidad para 45 personas y tendrían como objetivo remplazar a las primitivas unidades. Fue con estos coches en que a principio de los años ochenta  comenzó a operar una línea entre Montevideo y Delta del Tigre en la entonces localidad de Rincón de la Bolsa del departamento de San José. La misma prestaría servicios por muy poco tiempo. 
Estos coches con chasis Magirus Deutz debido al inmenso consumo que los caracterizaba debieron ser remotorizados con Mercedes Benz y los mismos fueron posteriormente puestos en venta. Se dice que la remotorización debió ser efectuada con los chasis sobre tanques de aceite, ante la falta de instalaciones acordes para el mantenimiento de las unidades. 
Fue en esas épocas donde también se adquirió un ómnibus con carrocería Caio Bossa Nova sobre chasis Mercedes Benz LO 911 que había pertenecido al Banco Transatlántico, pues esta institución bancaria contaba con un servicio de banca móvil, novedoso para la época. En 1976 con la inauguración de la Terminal Goes, todos los recorridos suburbanos que circulaban por las rutas 1, 5, 6 y 7 pasaron a centralizar sus servicios en la misma, como también sus empresas operadoras. 
En 1977 se reconstruyó un trolebús Alfa Romeo que había pertenecido a la Administración Municipal de Transporte, los trabajos fueron realizados en sus talleres centrales y el mismo fue montado sobre un chasis de ómnibus con motor Magirus Deutz, el mismo iniciaría sus servicios al poco tiempo, marcando también un giro en la reconversión de un modelo de trolebús a ómnibus. 
A principios de la década del 80 ante la necesidad de renovar sus unidades se adquieren antiguos modelos que habían pertenecido a otras empresas, entre estos se destacan los Leyland Tiger de 1951, modelos ACLO de carrocería nacional, beck y Facansa sobre chasis Mercedes Benz LO 1113. En el caso de las unidades Leyland Olympic, estas debieron carrozatse sobre chasis Mercedes Benz OH 1313  en los talleres de carrocería Fernández ubicados en Punta de Rieles.
Entre 1980 y 1982 debido a la crisis en el transporte, la Compañía de Ómnibus Canelones Santa Lucía se vio imposibilitada de operar gran parte de sus líneas, por lo que la línea A1A entre Montevideo y Progreso comenzó a ser operada de forma provisoria por Codet, ante la falta de unidades para el cumpliendo de las mismas, debían alquilarse o contratarse unidades. En 1982 se concreta el cierre de la y la línea A1A comienza a ser operada por Coomoca. Hasta los años noventa, se continuarían adquiriendo, carrozando y contratando unidades antiguas ante la imposibilidad de renovar las flotas.
A comienzos de los años noventa se adquirieron las primeras cinco unidades Marcopolo Viaggio G4 800 con chasis Mercedes Benz OF 1318/51. 
El 10 de marzo de 1990, se produjo uno de los peores accidente en la historia de la cooperativa y uno de los más trágicos, donde perderían la vida 14 personas.  
En 1990 ante la imposibilidad de que las líneas D4 y D5 accedieran a la ciudad de La Paz, fue creada la línea S3 entre el Hospital de Clínicas y La Paz. En 1991 con el cierre de la empresa Cotan, comienza a operar la línea 600 y la línea 3A.  
El 19 de febrero de 1992 fue inaugurada la terminal Río Branco, quien centralizó todos los servicios suburbanos en la Ciudad Vieja de Montevideo. Dicha construcción fue propuesta por todas las operadoras de transporte suburbano, entre ellas también Codet. Fue la primera terminal construida y gerenciada por empresas de transporte.
En 1993, mediante la puesta en marcha el Sistema Nacional de Renovación de Flota conformado por el Poder Ejecutivo y las intendencias departamentales y que en gran media solucionó la crisis en el transporte, se adquieren un total de 28 unidades, de los cuales once eran Volvo B58E con carrocería Caio Vitória y diecisiete eran Mercedes Mercedes Benz OH 1318/51 con carrocería Caio Vitória pero del modelo Intercity.
A fines de 1993 llegó otra tanda de coches Caio Vitória, estos eran con chasis Volvo B58E. Con estas nuevas adquisiciones la gran mayoría de ómnibus de origen nacional fueron dejados fuera de servicio a excepción de las unidades micros Fernández y Facansa.

## Fusión

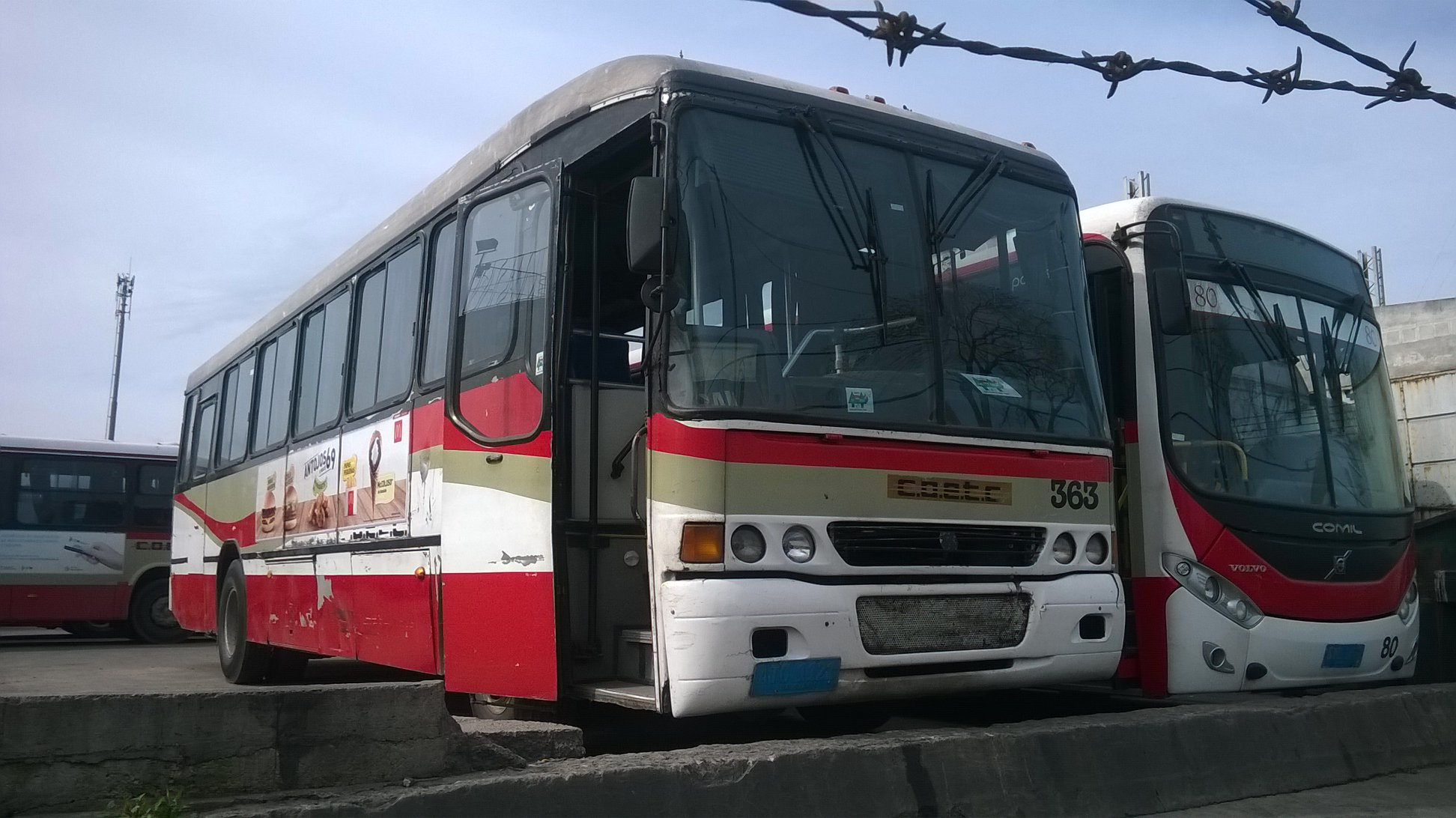
Unidad Marcopolo adquirida por la Cooperativa Obrera de Transporte con el diseño corporativo de Coetc Inter

En el año 2007 comenzó a realizarse la fusión con la Cooperativa de Obreros y Empleados del Transporte Colectivo la cual se concretaría el 1 de agosto de 2007 con la puesta en marcha de la división Coetc Inter, la misma comenzaría a operar los servicios suburbanos de forma gradual, siendo que por algún tiempo se mantuvo el diseño corporativo de Codet.

## Líneas
- 3A
- 4A
- 4D
- 5D

- S3
- 600